# 杜宏鉴
杜宏鉴（1915年5月5日—2020年11月23日），男，江西吉水人，中国老红军，曾任中共新疆维吾尔自治区党委组织部副部长。

## 生平
1915年5月5日（一说6月）出生于江西省吉水县水南镇双坑村。1929年加入中国共产主义青年团，同年9月参加革命。1933年9月加入中国共产党。1933年5月参加中国工农红军，任红6军团18师53团1营3连通讯员、警卫员、班长、副连长，17师50团6连指导员。1934年10月至1936年10月参加长征。1937年七七事变后的抗日战争时期，任八路军120师359旅卫生部司务长、指导员、教导员。第二次国共内战时期，任西北野战军第2纵队、第2军卫生部政委。1949年中华人民共和国成立后，任南疆军区后勤部政委，南疆军区生产管理处处长兼政委（驻喀什），新疆军区生产建设兵团农业建设第1师政委、兵团党委委员，新疆军区生产建设兵团和静钢铁厂会战指挥部书记、副总指挥、总指挥。1978年任中共新疆维吾尔自治区党委组织部副部长，自治区委党史工作委员会副主任，老龄委员会副主任，顾问委员会常委（1983年4月18日－1985年8月）。2020年11月23日下午在江西九江逝世。

## 荣誉
- 三级八一勋章
- 三级独立自由勋章
- 三级解放勋章
- 二级红星功勋荣誉章（1988年）
- 庆祝中华人民共和国成立70周年纪念章（2019年）